# Yerson Mosquera
Yerson Mosquera (Apartadó, 2001. május 2. –) kolumbiai válogatott labdarúgó, az angol Wolverhampton Wanderers hátvéde.

## Pályafutása

### Klubcsapatokban
Mosquera a kolumbiai Apartadó városában született. Az ifjúsági pályafutását az Atlético Nacional akadémiájánál kezdte.
2020-ban mutatkozott be az Atlético Nacional felnőtt keretében. 2021-ben az angol első osztályban szereplő Wolverhampton Wanderershez szerződtette. A 2023-as szezon első felében az észak-amerikai első osztályban érdekelt Cincinnati csapatát erősítette kölcsönben. Először a 2023. február 26-ai, Houston Dynamo ellen 2–1-re megnyert mérkőzésen lépett pályára. Első gólját 2023. április 2-án, az Inter Miami ellen hazai pályán 1–0-ás győzelemmel zárult találkozón szerezte meg. A 2023–24-es szezon második felében a spanyol Villarreal-nál szerepelt szinté kölcsönben. 2024. augusztus 17-én, az Arsenal ellen 2–0-ra elvesztett bajnokin mutatkozott be először a Wolves színeiben.

### A válogatottban
Mosquera az U18-as és az U20-as korosztályú válogatottakban is képviselte Kolumbiát.
2023-ban debütált a felnőtt válogatottban. Először a 2023. október 12-ei, Uruguay elleni VB-selejtezőn lépett pályára. Első gólját 2024. szeptember 10-én, Argentína ellen 2–1-es győzelemmel zárult találkozón szerezte meg.

## Statisztikák

### A válogatottban
| Válogatott | Év       | Pályára lépés | Gól |
| ---------- | -------- | ------------- | --- |
| Kolumbia   | 2023     | 3             | 0   |
| Kolumbia   | 2024     | 1             | 1   |
| Összesen   | Összesen | 4             | 1   |

#### Góljai a válogatottban
| # | Időpont              | Helyszín                                                       | Ellenfél  | Gólok | Eredmény | Kiírás               |
| - | -------------------- | -------------------------------------------------------------- | --------- | ----- | -------- | -------------------- |
| 1 | 2024. szeptember 10. | Estadio Metropolitano Roberto Meléndez, Barranquilla, Kolumbia | Argentína | 1–0   | 2–1      | 2026-os VB-selejtező |

## Sikerei, díjai
Cincinnati
- MLS
  - Alapszakasz győztes (1): 2023